# Ï̱
Cette page contient des caractères spéciaux ou non latins. S’ils s’affichent mal (▯, ?, etc.), consultez la page d’aide Unicode.
Ï̱ (minuscule : ï̱), appelé I tréma macron souscrit, est un graphème utilisé dans l’écriture du bongo, du chinantèque d’Ojitlán ou du trique de Chicahuaxtla. Il s’agit de la lettre I diacritée d’un tréma et d’un macron souscrit.

## Représentations informatiques
Le I tréma macron souscrit peut être représenté avec les caractères Unicode suivants :
- composé et normalisé NFC (supplément latin-1, diacritiques) :

| formes    | représentations | chaînes de caractères | points de code | descriptions                                                |
| --------- | --------------- | --------------------- | -------------- | ----------------------------------------------------------- |
| capitale  | Ï̱               | Ï◌̱                    | U+00CF U+0331  | lettre majuscule latine i tréma diacritique macron souscrit |
| minuscule | ï̱               | ï◌̱                    | U+00EF U+0331  | lettre minuscule latine i tréma diacritique macron souscrit |

- décomposé (latin de base, diacritiques) :

| formes    | représentations | chaînes de caractères | points de code       | descriptions                                                            |
| --------- | --------------- | --------------------- | -------------------- | ----------------------------------------------------------------------- |
| capitale  | ï̱               | i◌̱◌̈                   | U+0069 U+0323 U+0308 | lettre majuscule latine i diacritique macron souscrit diacritique tréma |
| minuscule | Ï̱               | I◌̱◌̈                   | U+0049 U+0323 U+0308 | lettre minuscule latine i diacritique macron souscrit diacritique tréma |

## Sources
- (es + chj) INEA, Escribo mi lengua. Chinanteco de Ojitlán, ꞌE sɨɨ̱ jújmi kiɨ͇. Jújmi kíꞌ tsa kö ꞌwɨ̱̈ɨ̈, Mexico, Instituto Nacional para la Educación de los Adultos, INEA, coll. « MIBES » (no 7), 2011 (lire en ligne)